# Ryskalinhøgda
Die Ryskalinhøgda (norwegisch; russisch Гора Рыскалина Gora Ryskalina) ist ein 181 m hoher Hügel in der Schirmacher-Oase des ostantarktischen Königin-Maud-Lands. Er im Gebiet des Krokevassfjellet auf.
Russische Wissenschaftler benannten ihn. Der Namensgeber ist nicht überliefert. Wissenschaftler des Norwegischen Polarinstituts übertrugen diese Benennung 1991 ins Norwegische.